# قرد الأرض
قرد الأرض (الاسم العلمي: Ardipithecus) هو أحد الأجناس الشبيهة بالإنسان، يندرج (قبيلة البشراناوية) عاشت قبل 4.4 في العصر البليوسيني المبكر.
حاليا تعتبر آردي أقدم هيكل متكامل لأشباه الإنسان. إعادة تركيب هيكل آردي أثار أسئلة كثيرة حول فرضية مرور تطور الإنسان بأحد أنواع القردة العليا. فبالرغم من أن أردي تتشارك مع الشمبانزي والكثير من القرود العليا في بعض الصفات إلا أن تكوين الهيكل أثبت وجود فوارق جوهرية عن ميزات القردة العليا. الكشف عن الهيكل العظمي أثار موجة إعلامية في الغرب لمزيد من النقاش حول إعادة كتابة تاريخ التطور البشري. في حين تناولته بعض وسائل الإعلام العربية على أنه طعن في نظرية التطور لداروين متناسين تفسير وجود أدلة لأشباه البشر.

## قرد الأرض
سُمي قرد الأرض راميدوس في سبتمبر 1994. يرجع عمر أول أحفورة له إلى 4.4 مليون سنة بناءً على موقعها بين طبقتين بركانيتين: مجمع طفة جالا وطفة دام اتو البازلتية.
مثل معظم القردة العليا، ولكن على عكس جميع أعضاء قبلية البشراناوية المعترف بهم سابقًا، كان لقرد الأرض راميدوس إصبع قدم كبير متكيف مع الحركة في الأشجار. من غير المؤكد عدد السمات الأخرى للهيكل العظمي التي تعكس التكيف مع المشي على قدمين (الحركة الثنائية). مثل أعضاء قبلية البشراناوية اللاحقين، تمتع قرد الأرض بأنياب قصيرة ومثنوية جنسية شكلية أقل.
بين عامي 1992 و1993، اكتشف فريق بحثي برئاسة تيم وايت أول أحافير من نوع قرد الأرض راميدوس - سبعة عشر شظية بما في ذلك جمجمة وفك سفلي وأسنان وعظام ذراع - من منخفض العفر في وادي نهر أواش الأوسط في إثيوبيا. عُثر على المزيد من الشظايا في عام 1994، التي مثلت 45% من إجمالي الهيكل العظمي. وُصفت هذه الأحفورة في الأصل على أنها نوع من أنواع القرد الجنوبي، لكن وايت وزملاؤه نشروا لاحقًا مقالًا في نفس المجلة أعادوا فيه تسمية الأحفورة تحت جنس جديد، قرد الأرض. بين عامي 1999 و2003، اكتشف فريق متعدد التخصصات بقيادة سيليشي سيماو عظام وأسنان تسعة أفراد من نوع قرد الأرض راميدوس في أز دوما في منطقة جونا في منطقة العفر في إثيوبيا. تعود الحفريات إلى ما بين 4.35 و4.45 مليون سنة.
كان لدى قرد الأرض راميدوس دماغ صغير، يتراوح حجمه بين 300 و350 سنتيمتر مكعب. هذا أصغر قليلًا من دماغ البونوبو الحديث أو دماغ إناث الشمبانزي، ولكنه أصغر بكثير من دماغ القرد الجنوبي مثل لوسي (الذي يتراوح حجمه بين 400 و550 سنتيمتر مكعب) ويعادل 20% تقريبًا من حجم دماغ الإنسان العاقل الحديث. مثل الشمبانزي، كان فك قرد الأرض راميدوس أكثر بروزًا من البشر المعاصرين.
لم تكن أسنان قرد الأرض ذات وظائف متخصصة مثل القردة الأخرى، ويقترح هذا أن قرد الأرض كان من القاترات أو من آكلات الفاكهة مع نظام غذائي لم يعتمد بشكل كبير على أوراق الشجر أو المواد النباتية الليفية (الجذور والدرنات وغيرها)، أو الأطعمة القاسية أو/و الأطعمة الكاشطة. لم يكن حجم الأنياب العلوية لذكور قرد الأرض راميدوس مختلفًا بشكل واضح عن حجم أنياب الإناث. كانت الأنياب العلوية أقل حدة من تلك الموجودة في الشمبانزي الحديث، ويرجع ذلك جزئيًا إلى انخفاض حجم الأنياب العلوية، إذ يمكن شحذ الأنياب العلوية الأكبر بفعل الاحتكاك مع الأسنان السفلية. تتناقض سمات الأنياب العلوية في قرد الأرض راميدوس مع مثنوية الشكل الجنسية التي لوحظت في الشمبانزي، إذ يتمتع الذكور بأنياب علوية أكبر بكثير وأكثر حدة من أنياب الإناث. من بين القردة الحية، تتمتع قرود البونوبو بأقل مثنوية جنسية في الأنياب، على الرغم من أنها أكبر من مثنوية أنياب قرد الأرض راميدوس.
استُخدمت الطبيعة الأقل وضوحًا للأنياب العلوية في قرد الأرض راميدوس للاستدلال على جوانب السلوك الاجتماعي لأنواع وأسلاف البشر. على وجه الخصوص، استُخدمت للإشارة إلى أن آخر سلف مشترك للقردة العليا والقردة الأفريقية تميز بقليل من العدوانية نسبيًا بين الذكور وبين المجموعات. يختلف هذا بشكل ملحوظ عن الأنماط الاجتماعية في الشمبانزي، التي تتميز بالعدوان المرتفع بين الذكور وبين المجموعات. قال الباحثون في دراسة أجريت عام 2009 أن هذه الحالة «تهدد الشمبانزي الحالي كنموذج سلوكي لحالة أسلاف القردة العليا.» تشبه أنياب البونوبو ومثنويته الجنسية تلك الخاصة بقرد الأرض راميدوس، ونتيجة لذلك، يُعتبر البونوبو الآن نموذجًا سلوكيًا.